# Cry Baby Cry (The Beatles)
Cry Baby Cry is een nummer van The Beatles dat is verschenen op het album The Beatles (beter bekend als The White Album) uit 1968. Officieel zijn John Lennon en Paul McCartney de schrijvers van het lied, maar Cry Baby Cry is door Lennon geschreven toen The Beatles in India verbleven om bij de Maharishi Mahesh Yogi transcendentale meditatie te studeren.

## Opnamen
Op 30 mei 1968 begonnen The Beatles aan de opnamen van wat The White Album zou worden. Op 15 juli begonnen ze met het opnemen van Cry Baby Cry. Die avond namen ze ongeveer 30 versies van het nummer op in de Abbey Road Studios in Londen. Omdat het hier meer ging om repetities dan echte opnamen, zijn deze opnamen later gewist tijdens het opnemen van ander materiaal. Op 16 juli namen The Beatles in 10 takes de basis van het nummer op: zang van Lennon, basgitaar, orgel, drums en akoestische gitaar. Aan de tiende take voegde George Martin later een harmonium toe en Lennon piano. Op 18 juli werd een nieuwe zangpartij opgenomen door Lennon en werden diverse geluidseffecten aan het nummer toegevoegd.
Aan het eind van Cry Baby Cry werd een fragment van 26 seconden van Can You Take Me Back? toegevoegd. Deze track verscheen in 2018 voor het eerst op de heruitgave ter gelegenheid van de vijftigste verjaardag van het album.

## Vertrek Geoff Emerick
Tijdens de opnamen van The White Album liepen de spanningen tussen de vier Beatles soms flink op. Ruzies werden regelmatig in de Abbey Road Studio's uitgevochten. In sommige gevallen werden frustraties ook op het personeel van de Abbey Road Studio's afgereageerd. Op 16 juli 1968, tijdens de opnamen van Cry Baby Cry, besloot geluidstechnicus Geoff Emerick dat het genoeg geweest was: hij wilde niet meer betrokken zijn bij de opnamen van The Beatles. Producer George Martin vroeg hem nog tot het einde van de week te blijven, maar dat wilde Emerick niet. Hij vertrok nog diezelfde avond. Dit betekende overigens niet dat Emerick nooit meer met The Beatles zou werken. Op 14 april 1969 was hij weer geluidstechnicus bij de opnamen van The Ballad of John and Yoko. Vanaf die datum was hij betrokken bij diverse sessies voor het album Abbey Road.

## Versies op andere albums
Cry Baby Cry is niet alleen op The White Album verschenen, maar ook op twee andere Beatles-albums. Op Anthology 3 is de eerste opname van het nummer, opgenomen op 15 juli 1968, te horen. Deze versie verschilt weinig van de definitieve versie van het nummer op The White Album.
Op Love is het "Can You Take Me Back"-gedeelte van Cry Baby Cry te horen op track 19 van dat album. Dit nummer is volgens de hoes een mix van de Beatles-nummers Come Together, Dear Prudence en Cry Baby Cry. Van het door Lennon geschreven deel van het nummer is echter niets te horen op Love.

## Credits
Bezetting volgens Philippe Margotin et al.
- John Lennon - zang, ritmegitaar, piano, orgel (?)
- Paul McCartney - basgitaar, orgel (?), achtergrondzang
- George Harrison - leadgitaar, achtergrondzang
- Ringo Starr - drums, tamboerijn
- George Martin - harmonium